# Jimmy Giuffre
Jimmy Giuffre (Dallas, 1921. április 26. – Pittsfield, 2008. április 24. vagy 2008. március 24.) amerikai klarinétos, szaxofonos.

## Pályafutása
Giuffre első sikerét a Woody Herman's Big Band hangszerelőjeként érte el.
Shorty Rogers zenekarainak volt a tagja, mielőtt szólista lett. Giuffre klarinéton, tenor- és baritonszaxofonon is játszott, de aztán a klarinétra koncentrált. 1954-ben egy trióban játszott Shelly Manne-nal és Shorty Rogersszel. 1955-ben a Shelly Manne & His Men együttes alapító tagja volt.
Jimmy Giuffre első triója saját magából, Jim Hall gitárosból és Ralph Peña − később James Atlas − nagybőgősből állt. Sikert aratott 1957-ben, amikor Giuffre „The Train and the River” című művét a „The Sound of Jazz” című televíziós adásban is bemutatták. Amikor Atlas kilépett a trióból, helyére Bob Brookmeyer szelepharsonás lépett. Ezt a szokatlan felállítás Claude Debussy ihlette; benne van a Jazz on a „Summer Evening” című filmben, amelyet az 1958-as Newport Jazz Festivalon forgattak.
1961-ben Giuffre új triót alapított Paul Bley zongorista és Steve Swallow nagybőgőssel, amely Németországban is bemutatkozott. Bár ez a csoport akkoriban kevés figyelmet kapott, később egyes rajongók és zenészek a dzsessztörténet egyik legfontosabb együttesének tartották. Free dzsesszt játszottak, de eléggé visszafogottan, a kamarazenéhez hasonlíthatóan. 1989-ben a zenészek már teljesen rögtönzött zenét játszottak.
Giuffre az 1970-es évek elején újabb triót hozott létre Kiyoshi Tokunaga basszusgitárossal és Randy Kaye dobossal. Ebben a basszusfuvola és a szopránszaxofon is szóhóz jutott. Egy későbbi együttesel, Pete Levin szintetizátorossal és Bob Nieske elektromos basszusgitárossal három albumot rögzítettek az olasz „Soul Note” kiadónak.
Az 1970-es években Giuffre a New York-i Egyetemen is tanított. Az 1990-es években Joe McPhee-vel készített felvételeket. Később a „New England Conservatory of Music”-on tanított. Írt versenyműveket klarinétra és vonószenekarra, de filmzenét is írt.
Giuffre Parkinson-kórban szenvedett, ezért 1993-ban befejezte pályafutását. 2008-ban halt meg, két nappal 87. születésnapja előtt.

## Albumok
- 1955: Jimmy Giuffre
- 1955: Tangents in Jazz
- 1956: The Jimmy Giuffre Clarinet
- 1956: The Jimmy Giuffre 3
- 1958: he Music Man
- 1958: Trav'lin' Light
- 1958: The Four Brothers Sound
- 1958: Western Suite
- 1959: Ad Lib
- 1959: 7 Pieces
- 1959: Herb Ellis Meets Jimmy Giuffre
- 1959: Lee Konitz Meets Jimmy Giuffre
- 1959: The Easy Way
- 1959: Piece for Clarinet and String Orchestra/Mobiles with the Sudwestfunk Orchestra of Baden Baden
- 1959: Princess  Italian release
- 1960: The Jimmy Giuffre Quartet in Person
- 1961: Fusion
- 1961: Thesis (Jimmy Guiffre (3 album)
- 1961: Emphasis, Stuttgart, 1961 with Steve Swallow, Paul Bley
- 1961: Flight, Bremen, 1961
- 1961: Graz Live, 1961
- 1965: New York Concerts: The Jimmy Giuffre 3 & 4
- 1973: Music for People, Birds, Butterflies and Mosquitoes
- 1975: River Chant
- 1978: IAI Festival, with Lee Konitz, Bill Connors and Paul Bley
- 1983: Dragonfly
- 1985: Quasar
- 1988: Eiffel: Live in Paris, with André Jaume
- 1988: Momentum, Willisau with André Jaume
- 1989: Liquid Dancers
- 1990: The Life of a Trio: Saturday, with Steve Swallow, Paul Bley
- 1991: River Station, with André Jaume and Joe McPhee
- 1992: Talks & Plays
- 1992: Fly Away Little Bird, with Steve Swallow, Paul Bley
- 1996: Conversations with a Goose, with Steve Swallow, Paul Bley

## Díjak
- Guggenheim-ösztöndíj(wd)

## Fordítás
Ez a szócikk részben vagy egészben  a   Jimmy Giuffre című német Wikipédia-szócikk ezen változatának fordításán alapul.  Az eredeti cikk szerkesztőit annak laptörténete sorolja fel. Ez a jelzés csupán a megfogalmazás eredetét és a szerzői jogokat jelzi, nem szolgál a cikkben szereplő információk forrásmegjelöléseként.